# Unhallowed
Unhallowed er det første album fra det melodiske dødsmetal-band The Black Dahlia Murder der blev udgivet den 17. juni 2003 gennem Metal Blade Records.

## Numre
1. "Unhallowed" – 1:59
2. "Funeral Thirst" – 3:55
3. "Elder Misanthropy" – 2:34
4. "Contagion" – 3:23
5. "When The Last Grave Has Emptied" – 3:11
6. "Thy Horror Cosmic" – 3:01
7. "The Blackest Incarnation" – 4:43
8. "Hymn For The Wretched" – 4:18
9. "Closed Casket Requiem" – 4:25
10. "Apex" – 5:05

## Musikere
- Trevor Strnad – Vokal
- John Kempainen – Guitar
- Brian Eschbach – Guitar
- David Lock – Bas
- Cory Grady – Trommer